# بابي نداي
بابي نداي (بالفرنسية: Pape Amadou N'Diaye) مواليد 24 يوليو 1977 في السنغال، هو لاعب كرة قدم سنغالي. يلعب كمدافع. مثّل منتخب السنغال لكرة القدم. سبق له أن لعب في كأس العالم لكرة القدم مع منتخب بلاده.

## روابط خارجية
- بابي نداي على موقع قاعدة بيانات كرة القدم.إي يو (الإنجليزية)
- بابي نداي على موقع ليكيب (الفرنسية)
- بابي نداي على موقع ناشيونال فوتبول تيمز (الإنجليزية)